# 猫乳
猫乳（学名：Rhamnella franguloides）为鼠李科猫乳属下的一个种。

## 扩展阅读
- 維基物種上的相關：猫乳